# Infamous: Festival of Blood
Infamous: Festival of Blood è un'espansione a pagamento del videogioco Infamous 2 (2011), sviluppato da Sucker Punch Productions e pubblicato da Sony Computer Entertainment in esclusiva per PlayStation 3.
La trama dell'espansione non fa riferimento alla storia di Infamous 2, essendo un'invenzione raccontata da un amico del protagonista.

## Sinossi
Cole MacGrath è stato morso da un vampiro e di conseguenza lo è diventato anche lui, ereditandone i superpoteri, i quali gli serviranno per riportare la città di New Marais alla normalità e per farlo dovrà sconfiggere il capo dei succhiasangue in una sola notte.